# GNU Mach
GNU Mach e o implementare a micronucleului Mach. Acesta este micronucleul implicit  în GNU Hurd. GNU Mach rulează pe mașini x86. GNU Mach e menținut de dezvoltatorii proiectului GNU. Acesta e distribuit sub condițiile  licenței publice generale GNU (GPL).

## Istoria
Primele versiuni de Hurd au fost dezvoltate peste Mach 3.0 de CMU.
In 1994, CMU a încetat să lucreze la Mach, și proiectul GNU s-a mutat pe Mach 4 al universității Utah. Nucleul cunoscut ca "GNU Mach" a fost derivat din Mach 4 din moment ce Utah a oprit dezvoltarea. Prima întrare in jurnal de schimbări de Thomas Bushnell (decât de un cercetător de la Utah) e din 16 Decembrie 1996.
In 2002, Roland McGrath a bifurcat ramura OSKit-Mach din GNU Mach 1.2, intenționând să înlocuiască toate driverele dispozitivelor  și o parte din suportul dispozitivelor cu cod din OSKit. După lansarea GNU Mach 1.3, această ramură trebuia să devină ramura principală GNU Mach 2.0; însă, la anul cutare 2006, OSKit-Mach nu e dezvoltat.
GNU Mach 1.4 a fost scos pe 27 Septembrie 2013, unsprezece ani după 1.3.

### Istoria Versiunilor
- Versiunea 1.0 a fost scoasă pe 14 Aprilie 1997.
- Versiunea 1.1.1 a fost scoasă pe 12 Mai 1997.
- Versiunea 1.1.2 a fost scoasă pe 10 Iunie 1997.
- Versiunea 1.1.3 a fost scoasă pe 12 Iunie 1997.
- Versiunea 1.2 a fost scoasă pe 21 Iunie 1999.
- Versiunea 1.3 a fost scoasă pe 27 Mai 2002, și oferă suport avansat pentru scripturi de pornire, suport pentru discuri mai mari de 10 gigabyți și o consolă imbunătățită.[7]
- Versiunea 1.4 a fost scoasă pe 27 Septembrie 2013.
- Versiunea 1.5 a fost scoasă pe 10 Aprilie 2015.
- Versiunea 1.6 a fost scoasă pe 31 Octombrie 2015.
- Versiunea 1.7 a fost scoasă pe 18 Mai 2016.
- Versiunea 1.8 a fost scoasă pe 18 Decembrie 2016.